# З архівів ВУЧК–ГПУ–НКВД–КГБ
«З архівів ВУЧК–ГПУ–НКВД–КГБ» — науковий і документальний журнал. Видається з серпня 1994 відповідно до постанови KM України за № 530 від 11 вересня 1992.
Засновник — Головна редакційна колегія науково-документальної серії книг «Реабілітовані історією».
Співзасновники:
- Інститут історії України НАН України,
- Служба безпеки України,
- Державний комітет архівів України,
- Всеукраїнська спілка краєзнавців.

Періодичність виходу — 2 числа на рік. У журналі публікуються документальні матеріали закритих архівів спецслужб, правоохоронних органів, біографічні нариси про діячів дисидентських (опозиційних) рухів 1960—1980-х років в Україні, які стали жертвами політичних репресій у СРСР, мартиролог імен загиблих у тюрмах і таборах НКВС.
Розповсюджується як в Україні, так і за кордоном. За браком державної підтримки публікується за спонсорські кошти.
На травень 2011 опубліковано 34 числа (у тому числі подвійні й потрійні номери), зокрема спецвипуски:
- Справа Єврейського антифашистського комітету (ЕАК) (1998, № 3/4(8/9));
- Справа «Всесоюзної військово-офіцерської контрреволюційної організації»;
- Справа «Весна» 1930—1931 pp. — за документами Державного архіву Служби безпеки України" (2002, № 1 (18)-№ 2(19));
- «Влада і Костьол в радянській Україні, 1919—1937 pp.: Римо-католицька церква під репресивним тиском тоталітаризму» (2003, № 2(21)) та ін.

Електронні версії номерів журналу розміщено на інтернет-сторінці СБУ:
- http://www.sbu.gov.ua [Архівовано 23 квітня 2021 у Wayback Machine.],
- http://www.ssu.gov.ua [Архівовано 21 березня 2022 у Wayback Machine.]
- на сайті Головної редколегії науково-документальної серії книг «Реабілітовані історією» http://reabit.org.ua [Архівовано 19 березня 2022 у Wayback Machine.].

Фахова реєстрація у ВАК України: «Бюлетень ВАК України», 1999, № 5.

## Редакційна колегія
Редакційна колегія числа 1(34) 2010 року:
- Олександр Рубльов — головний редактор,
- Сергій Кокін — перший заступник головного редактора,
- Олег Бажан — заступник головного редактора,
- Геннадій Боряк — заступник головного редактора,
- Роман Подкур — відповідальний секретар, Члени редакційної колегії: Валерій Васильєв, Ігор Верба, Семен Глузман, Василь Даниленко, Олександр Іщук, Станіслав Кульчицький, Володимир Лозицький, Олександр Лошицький, Наталія Маковська, Руслан Пиріг, Олександр Реєнт, Володимир Репринцев, Петро Тронько, Юрій Шаповал.

Контакти: 01001, м. Київ, вул. Михайла Грушевського, 4, кім. 211, 212, 126 м. Київ, вул. Золотоворітська, 7